# MacOS
macOS (previamente Mac OS X, luego OS X) es una serie de sistemas operativos gráficos desarrollados y comercializados por Apple desde 2001. Es el sistema operativo principal para la familia de computadoras Macintosh de Apple. Dentro del mercado de computadoras de escritorio, portátiles, hogareñas y mediante el uso de la web, fue por años el segundo sistema operativo de escritorio más utilizado, después de Microsoft Windows, hasta 2021.
macOS es la segunda serie importante de sistemas operativos Macintosh. El primero se llama coloquialmente el Mac OS «clásico», que se introdujo en 1984, y cuyo lanzamiento final fue Mac OS 9 en 1999. La primera versión de escritorio, Mac OS X 10.0, se lanzó en marzo de 2001, con su primera actualización, 10.1, llegando más tarde ese año. Después de esto, Apple comenzó a poner nombres de los grandes felinos en sus lanzamientos, que duró hasta OS X 10.8 Mountain Lion. Desde OS X 10.9 Mavericks, las versiones han sido nombradas en hitos en California. Apple acortó el nombre a «OS X» en 2012 y luego lo cambió a «macOS» en 2016, adoptando la nomenclatura que estaban usando para sus otros sistemas operativos, iOS, watchOS y tvOS. La última versión estable es macOS Sequoia 15, lanzada al público en septiembre de 2024. La siguiente versión, macOS Tahoe 26, fue anunciada el 9 de junio de 2025 durante la conferencia WWDC 2025, y actualmente se encuentra en fase beta para desarrolladores.
Entre 1999 y 2009, Apple vendió una serie separada de sistemas operativos llamada Mac OS X Server. La versión inicial, Mac OS X Server 1.0, se lanzó en 1999 con una interfaz de usuario similar a Mac OS 8.5. Después de esto, se presentaron nuevas versiones al mismo tiempo que la versión de escritorio de Mac OS X. A partir de Mac OS X 10.7 Lion, las funciones del servidor se pusieron a disposición como un paquete separado en Mac App Store.
macOS se basa en tecnologías desarrolladas entre 1985 y 1997 en NeXT, una compañía que el cofundador de Apple, Steve Jobs, creó después de dejar la compañía. La «X» en Mac OS X y OS X es el número romano para el número 10 y se pronuncia como tal. La X fue una parte prominente de la identidad de marca y comercialización del sistema operativo en sus primeros años, pero gradualmente retrocedió en importancia desde el lanzamiento de Snow Leopard en 2009. Se logró la certificación UNIX 03 para la versión Intel de Mac OS X 10.5 Leopard y todos los lanzamientos de Mac OS X 10.6 Snow Leopard hasta la versión actual también tienen la certificación UNIX 03. macOS comparte su núcleo basado en Unix, llamado Darwin, y muchos de sus frameworks con iOS, tvOS y watchOS. Una versión muy modificada de Mac OS X 10.4 Tiger se utilizó para la primera generación de Apple TV.
Las versiones de Mac OS X de 1999 a 2005 pueden ejecutarse solo en los Mac basados en PowerPC de ese período de tiempo. Después de que Apple anunciara que cambiarían a CPUs de Intel a partir de 2006, se fabricó y distribuyó una versión separada de Mac OS X 10.4 Tiger exclusivamente con las primeras Mac basadas en Intel; incluía un emulador conocido como Rosetta, que permitía a los usuarios ejecutar la mayoría de las aplicaciones PowerPC en equipos Mac basados en Intel Mac OS X 10.5 Leopard fue la única versión que se creó como un binario universal, lo que significa que el disco de instalación admitió procesadores Intel y PowerPC. Mac OS X 10.6 Snow Leopard fue la primera versión disponible exclusivamente para equipos Mac basados en Intel. En 2011, Apple lanzó Mac OS X 10.7 Lion, que ya no soportaba procesadores Intel de 32 bits y tampoco incluía a Rosetta. Todas las versiones del sistema lanzado desde entonces se ejecutan exclusivamente en CPU Intel de 64 bits y no son compatibles con las aplicaciones PowerPC. En 2020, Apple anunció que, empezando en 2020, los Mac nuevos tendrán sus propios CPUs, basados en la arquitectura ARM. Estos macs siguen soportando aplicaciones de Intel, y nuevas versiones de macOS tendrán el software de emulación Rosetta 2. macOS Big Sur es la primera versión de macOS que soporta Macs basados en ARM e Intel.

## Historia
Mac OS X fue desarrollado a partir de NEXTSTEP, que a su vez se basó en el código del núcleo Mach de la Universidad Carnegie Mellon y de 4.4 BSD, la versión gratuita y abierta de Unix de la Universidad de Berkeley. Ciertas partes de FreeBSD y NetBSD también fueron incorporadas en NEXTSTEP. Mientras Jobs estaba en NeXT, fuera de Apple, la compañía intentó crear un sistema de «próxima generación» a través de los proyectos Taligent, Copland y Gershwin, con poco éxito.
Finalmente el sistema de NeXT (en ese entonces denominado OPENSTEP) fue seleccionado para ser la base del próximo sistema operativo de Apple, por lo cual la compañía de Cupertino adquirió NeXT en su totalidad. Steve Jobs regresó a Apple como CEO interino, y luego asumió el cargo de lleno, acompañando la transformación de OPENSTEP en un sistema privativo y de apariencia más pulida para ser adoptado para el mercado primario de Apple: usuarios de hogar y los profesionales multimedia. El proyecto fue conocido inicialmente como Rhapsody y luego adoptó el nombre de Mac OS X. Apple sigue publicando la base de código abierto, ahora llamada Darwin, a la que luego se adiciona la interfaz gráfica privativa y se comercializa como Mac OS.
Mac OS X Server 1.x era incompatible con el software diseñado para el software original y no disponía de soporte para el puerto IEEE 1394 (FireWire). Mac OS X 10.x trajo consigo mayor compatibilidad y funcionalidad al incluir la Carbon API al igual que soporte para FireWire. Con la evolución del sistema, abandonó el legado de Mac OS hacia un énfasis de estilo de vida digital en las aplicaciones, tal como ocurrió con iLife, iWork y el media center Front Row. Cada versión incluía modificaciones a la interfaz general, como la apariencia metálica agregada en la versión 10.3, la barra de títulos sin rayas en la versión 10.4 y la remoción en la versión 10.5 de la apariencia metálica en favor de un estilo de ventana unificado en gradiente.

## Descripción
Mac OS X es la décima versión del sistema operativo de Apple para computadoras Macintosh. Las versiones previas usaron una numeración cardinal, p.j. Mac OS 8 y Mac OS 9. La letra X en el nombre Mac OS X se refiere anunciación correcta es «diez» en este contexto, aunque pronunciarlo como «equis» es muy común. El centro del Mac OS X es compatible con POSIX construido sobre el núcleo XNU, con facilidades UNIX disponibles en la interfaz de línea de comandos (terminal). Apple liberó esta familia de software como un sistema operativo libre y de código abierto, bajo el nombre de Darwin, pero parcialmente se fue volviendo código cerrado. Sobre Darwin, Apple colocó varios componentes, incluyendo la interfaz de usuario Aqua y el Finder, para completar la interfaz en la que estaba basado Mac OS X.
Mac OS X introdujo un buen número de nuevas funciones para proveer una plataforma más viable y estable que su predecesora, el Mac OS 9. Por ejemplo, la multitarea preventiva y la memoria protegida mejoraron la habilidad del sistema para ejecutar múltiples aplicaciones simultáneamente sin interrupciones. Muchos aspectos de la arquitectura del Mac OS X se derivan de OpenStep, el cual fue diseñado para ser portable, con el objetivo de facilitar la transición de una plataforma a otra. Por ejemplo, Nextstep fue portado de estaciones de trabajo Next basadas en procesadores 68k a x86 y otras arquitecturas antes de que NeXT fuese adquirido por Apple, y OpenStep fue luego portado a la arquitectura PowerPC como parte del proyecto Rhapsody.
El cambio más visible fue la inclusión de la interfaz Aqua. La misma hacía uso de bordes suaves, colores translucidos y rayas -similar al diseño del hardware de los primeros iMac- trajo más textura y color a la interfaz de usuario al ser comparado con el OS 9 o el OS X Server 1.0. Hubo recepciones encontradas respecto a la nueva interfaz. Bruce Tognazzini (quien fundó el Apple Human Interface Group inicial) afirmó que la interfaz Aqua en Mac OS X v10.0 representó un paso atrás en la usabilidad comparado con la interfaz original del Mac OS. Mientras tanto, John Siracusa, uno de los editores de Ars Technica, dijo que la introducción de Aqua y su salida del entonces convencional look fue un tremendo éxito. A pesar de la controversia por la nueva interfaz, los desarrolladores de aplicaciones comenzaron a producir pieles para aplicaciones personalizadas para Mac y otros sistemas operativos que imitaban a Aqua.

## Seguridad
Mac OS X, es uno de los sistemas operativos que menos mecanismos de protección ha implantado. Por ejemplo Snow Leopard, aplica ASLR solo parcialmente, mientras que otros sistemas actuales, como la mayoría de las distribuciones GNU/Linux, Windows Vista o Windows 7, implementan la aleatorización de forma completa desde hace años. Además, tampoco aplica DEP de forma total (los otros sistemas sí la aplican), solo lo implementa en procesos de 64 bits.
Algunas de ellas son la ampliación de ASLR al kernel del sistema, el uso de sandboxes en todas las aplicaciones, una nueva utilidad llamada Gatekeeper que intenta controlar qué aplicaciones se pueden instalar y ejecutar y cuales no, actualizaciones del sistema operativo fortificadas y cifradas, actualizaciones de software de terceros integrada, FileVault mejorado y ampliado, xProtect mejorado, o la herramienta Find My Mac con la que se puede encontrar o bloquear (entre otras opciones) un ordenador a través de Internet en caso de pérdida o de robo.
Tanto en la línea de comandos como en la interfaz gráfica los procesos requieren elevación para realizar modificaciones. El acceso restringido a los archivos del sistema es responsable de gran parte de la seguridad. Sin embargo, el sistema permite modificaciones cuando es requerido. El ejemplo más obvio es el software instalador, el cual requiere de una autorización administrativa para instalar software que afecta a más de un usuario. A pesar de todo, ningún sistema es invulnerable.

### Aplicaciones
Mac OS X v10.5 introdujo soporte seguro para aplicaciones y procesos firmados. Las aplicaciones y procesos firmados incluyen una firma digital, la cual es usada por el sistema para verificar la autenticidad y la integridad del software y sus recursos. El código es verificado tanto en el disco como cuando se está ejecutando. De este modo, si alguna parte del código de la aplicación o el proceso es inapropiadamente cambiado cuando está activo, el sistema automáticamente lo desactiva. La autenticación de código es usado por los llaveros, la aplicación de firewall personal, las preferencias de Control Parental y la configuración del gestor de clientes para verificar las aplicaciones después de modificaciones.
Leopard también introdujo el servicio de aplicaciones en cuarentena, el cual muestra una advertencia cuando el usuario intenta abrir una aplicación descargada de una fuente externa. Esto da al usuario la oportunidad de verificar que desea abrir una nueva aplicación, o cancelar la apertura si se sospecha sobre la seguridad de la misma. Mac OS X v10.6 refuerza aún más esta característica con el mantenimiento de una lista de programas maliciosos conocidos. Si intenta abrir cualquier software en esta lista, el sistema presentará un cuadro de diálogo de advertencia que sugiere que tal archivo debe ser suprimido.

### Estructura de permisos
Mac OS X distingue entre los usuarios (user), el administrador de sistema root (admin) y el superusuario (superuser). El usuario no puede realizar cambios en el sistema y solo puede instalar software en su carpeta personal. Las aplicaciones que ejecuten estos usuarios lo harán con los permisos propios de este tipo de usuario. Los usuarios administradores tienen más permisos, aunque no pueden realizar modificaciones a la configuración general del sistema, instalar software o tener acceso a varios directorios del sistema sin autenticarse.

Mac OS X v10.5 - Cuentas de usuario
- Administrador: un administrador puede crear y eliminar cuentas, instalar software, modificar los ajustes del sistema y cambiar la configuración de otros usuarios.
- Estándar: una cuenta de usuario típica. Un usuario estándar sólo puede instalar software para la cuenta de usuario y no puede modificar las preferencias de sistema bloqueadas ni crear cuentas.
- Supervisada con controles parentales: una cuenta que tiene privilegios limitados, gestionados mediante Controles parentales.
- Sólo compartidos: sólo puede acceder a los archivos de una ubicación específica. No puede modificar los archivos del ordenador ni iniciar sesión en la ventana de inicio de sesión.
- Grupo: una cuenta compuesta por los usuarios seleccionados.

No existe una cuenta root que tenga permanentemente los permisos del usuario, después de realizar la instalación del sistema. Aunque hay un usuario «root» que está deshabilitado por defecto. Sin embargo, se han encontrado lagunas que permiten a un usuario administrador ejecutar software de administración y tener control total sobre el sistema.

### Cortafuegos
Hasta el OS X 10.4, se utilizó el Cortafuegos orientado a paquetes ipfw para filtrar el tráfico entrante. Desde el OS X 10.5 un cortafuegos para aplicaciones establece que programas pueden recibir tráfico entrante. Se puede instalar una interfaz para ipfw mediante programas adicionales como WaterProof o Flying Buttress.
Pruebas iniciales demostraron que el cortafuegos del OS X v10.5 permitía el tráfico de datos aun cuando la opción «Bloquear todas las conexiones» estaba habilitada. En el OS X 10.5.1 estas vulnerabilidades fueron corregidas. La leyenda en la interfaz de usuario fue cambiada a «Permitir solo los servicios requeridos».
Las conexiones salientes no pueden ser monitoreadas por el cortafuegos incluido en el sistema. Para este propósito se requieren programas complementarios como «Little Snitch» o «GlowWorm».

### Malware
El origen del malware en Mac OS X se remonta a 2006, cuando salió a la luz el virus Macarena. Este virus no era peligroso, pero avisaba que se podría comprometer la seguridad más seriamente en este sistema.
En 2007, la firma Intego emitió una alerta sobre un troyano llamado OSX.RSPlug.A, se trataba de un malware mucho más serio que el Macarena, que se instalaba simulando ser un codec para QuickTime y redirigía el tráfico de algunas direcciones a través de la manipulaciones en el DNS.
En 2009, Dino Dai Zovi, experto en seguridad con gran reputación internacional, hizo públicas unas herramientas (Mac OS X Advanced Rootkit Tools) que utilizó durante las conferencias de la Black Hat USA de 2009, para demostrar cómo se puede crear malware avanzado y rootkits para este sistema. En este año también, se creó la primera botnet con este tipo de equipos. Se hizo troyanizando la suite ofimática iWork, también la suite Adobe Photoshop y difundiéndola a través de redes P2P.
El día 13 de mayo de 2011 el INTECO reconoce treinta y cuatro malwares de todo tipo para este sistema. Por ejemplo: Boonana (troyano), Hellraiser (RAT, acrónimo de «remote administration tool»), BlackHole RAT (RAT), Mac Defender (falso antivirus), IncognitoRAT (RAT) o Koobface (gusano). El malware para Mac OS X se ha profesionalizado.
En noviembre de 2014 la firma Palo Alto Networks detectó el malware denominado «WireLurker», el cual utiliza la plataforma OS X para infectar dispositivos iOS que se conecten vía USB al equipo, infectando de esta manera las aplicaciones compradas. WireLurker se distribuye a través de aplicaciones de terceros descargadas de tiendas chinas. Se estima que este nuevo malware este limitado a China por su forma de distribución.

## Compatibilidad

### Software

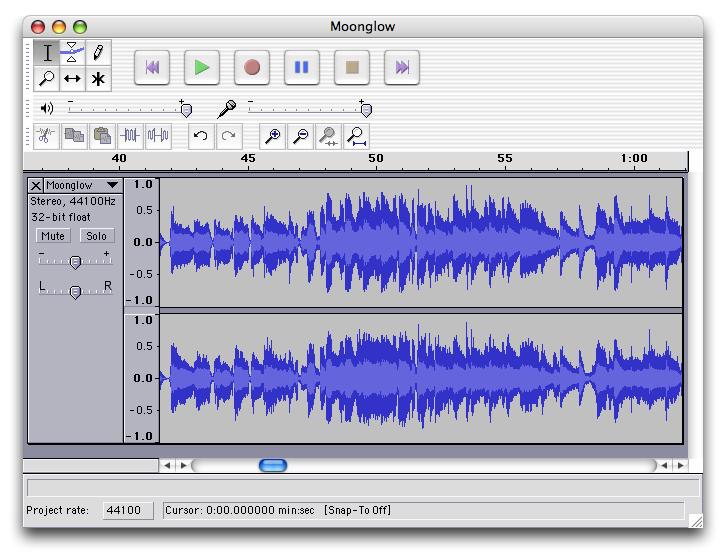
Audacity, software de edición de audio de licencia libre compatible con Mac OS X

Las API que Mac OS X heredó de OpenStep no eran compatibles con las versiones anteriores de Mac OS. Estas API's fueron creadas como resultados de la colaboración entre NeXT y Sun Microsystems y ahora se les denomina conjuntamente Cocoa. Esta herencia es altamente visible para los desarrolladores de Cocoa, debido a que el prefijo «NS» está en todas las partes del framework. La API oficial de OpenStep, publicada en septiembre de 1994, fue la primera API entre la fundación y el conjunto de aplicaciones, y la primera en usar el prefijo «NS». El proyecto Rhapsody habría requerido todo un nuevo desarrollo para usar estas API's, causando gran indignación entre los desarrolladores de software para Mac. Todos los programas que no recibieran una completa reescritura hacia el nuevo framework funcionarían en el equivalente entorno clásico. Para permitir una transición más limpia entre Mac OS 9 y Mac OS X, se creó el API Carbon. Las aplicaciones escritas en Carbon podrían ser ejecutadas nativamente en ambos sistemas, sin embargo esta API no fue incluida en la primera versión del Mac OS X, el Mac OS X Server 1.x.
Apple solía promover la plataforma Java como la mejor forma de desarrollar software para Mac OS X. En la práctica esto significaba grandes ventajas, ya que cualquier aplicación escrita en Java funcionaría con propiedad, y la interfaz gráfica escrita en Swing se vería muy similar a las interfaces nativas de Cocoa. Tradicionalmente, los programas Cocoa han sido escritos en Objective-C, con Java como alternativa. Sin embargo, el 11 de junio de 2005, Apple anunció que las características agregadas a Cocoa en las versiones posteriores a 10.4 no serían agregadas a la interfaz de programación en Cocoa-Java.

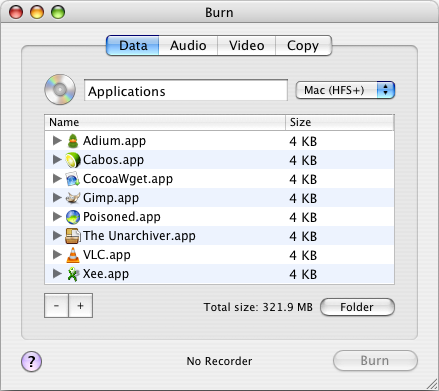
Burn, software de grabación de discos

Debido a que Mac OS X es compatible con POSIX, la gran mayoría de paquetes escritos para BSD y GNU/Linux pueden ser recompilados para ser ejecutados en los computadores de Apple. Proyectos como Fink, MacPorts y pkgsrc proveen paquetes precompilados para tal fin. Desde la versión 10.3, Mac OS X incluye X11, la versión de Apple de la interfaz gráfica X Window System para aplicaciones UNIX, como un componente adicional durante la instalación.
Desde Mac OS X v10.4 Tiger, la implementación de Apple estuvo basada en la licencia XFree86 y la X11R6.6. Todas las versiones preinstaladas de X11 poseen un administrador de ventanas muy similar en apariencia y uso a Mac OS X y tiene una buena integración con el sistema, usando también el renderizador nativo del sistema Quartz. Las primeras versiones de Mac OS X (donde X11 no venía preinstalado) podían ejecutar aplicaciones X11 usando XDarwin. Con la introducción de la versión 10.5 Apple cambió a la variante X.org de X11.

### Hardware
Para las primeras versiones del Mac OS X, la plataforma estándar de hardware soportada era la línea completa de los computadores Macintosh (portátiles, desktop's y servidores) basados en procesadores PowerPC G3, G4 y G5. Las versiones que salieron más adelante discontinuaron el soporte para hardware antiguo; por ejemplo, Panther no soporta el Power Macintosh G3, y Tiger no soporta sistemas anteriores a la inclusión del puerto FireWire (aunque los puertos en sí mismos no son un requerimiento del sistema). Mac OS X v10.5 Leopard (introducido en octubre de 2007) abandonó el soporte para todos los procesadores PowerPC G3 y para los procesadores PowerPC G4 con velocidades de reloj menores a 867 MHz. Mac OS X v10.7 «Lion» solo soporta equipos con procesador Intel, abandonando todo el soporte para los procesadores PowerPC.
Herramientas como XPostFacto y diversos parches aplicados al disco de instalación han sido desarrollados por terceras partes para permitir la instalación de versiones recientes de Mac OS X en sistemas no soportados oficialmente por Apple. Esto incluye un número de sistemas Macintosh pre-G3, que solo pueden ejecutar el Mac OS X hasta la versión 10.2 Jaguar, todos los Macs basados en procesadores G3 que solo pueden ejecutar hasta el sistema Tiger y los G4 con velocidad menor a 867 MHz se les puede instalar Leopard removiendo la restricción desde el DVD de instalación o ingresando un comando en la interfaz Open Firmware para indicarle al instalador del sistema que la velocidad del reloj es igual o superior 867 MHz. A excepción de las funcionalidades que requieren un hardware específico (p.j. aceleración gráfica, grabación de DVD), el sistema operativo ofrece la misma funcionalidad que en un hardware soportado.
Las versiones PowerPC de Mac OS X anteriores a Leopard mantienen la compatibilidad con aplicaciones del Mac OS mediante un entorno de emulación denominado Classic, el cual permite a los usuarios ejecutar Mac OS 9 como un proceso en el Mac OS X, con el fin de que las aplicaciones antiguas funcionasen como si lo hicieran en el anterior sistema operativo. Classic no está soportado en Macs Intel o en el Mac OS X v10.5 Leopard, aunque los usuarios que requieran ejecutar aplicaciones Classic en Intel Macs pueden usar el emulador SheepShaver.

### Transición PowerPC-Intel
En abril de 2002, eWeek hizo público un rumor que afirmaba que Apple tenía una versión de Mac OS X con nombre código Marklar, la cual funcionaba en procesadores Intel x86. La idea detrás de Marklar fue mantener al sistema Mac OS X funcionando en una plataforma alternativa, debido a que Apple se encontraba insatisfecha con el progreso de los procesadores PowerPC. Estos rumores desaparecieron hasta que a finales de mayo de 2005, cuando varios medios de comunicaciones, como el Wall Street Journal y CNET, reportaron que Apple presentaría Marklar en los meses venideros.
El 6 de junio de 2005, Steve Jobs confirmó estos rumores cuando anunció en su discurso en el Wordwide Developers Conference que Apple estaría trabajando en la transición de PowerPC a Intel desde hacía 2 años y que Mac OS X soportaría ambas plataformas durante la transición. Jobs también confirmó los rumores respecto a que Apple tenía versiones de Mac OS X funcionando en procesadores Intel con las mismas funciones que la versión para PowerPC. La última vez que Apple cambio la familia de procesadores fue del Motorola 68k al PowerPC. Apple incluyó un emulador de Motorola 68k en el nuevo sistema operativo, el cual hacía que todos los programas 68k funcionaran automáticamente en el nuevo hardware. Apple dio soporte al emulador de 68k durante 11 años, pero lo retiró durante su transición a las CPUs de Intel.
En las recientes versiones del sistema para equipos con procesador se incluye Rosetta, una traducción binaria que habilita al software compilado en PowerPC para ser ejecutado en computadores con procesador Intel. Sin embargo, Apple abandonó el soporte para el modo clásico en los nuevos Mac basados en Intel. Software de emulación de terceros como Mini vMac, Basilisk II y SheepShaver proveen soporte para algunas de las primeras versiones de Mac OS. Una nueva versión de Xcode permite compilar software en binario universal, el cual funcionaría en cualquiera de las dos arquitecturas.
Los programas que están disponibles solo para PowerPC pueden ejecutarse sobre Rosetta, aunque dichas aplicaciones podrían ser reescritas para que se ejecuten con propiedad en el OS X para Intel. Apple exhorta a los desarrolladores a producir binarios universales para soporte tanto para PowerPC como x86. Hay una penalidad en el rendimiento cuando los binarios de PowerPC se ejecutan en un Mac Intel a través de Rosetta. Además, algunos programas PowerPC, como las extensiones del núcleo y los complementos para el panel Preferencias del Sistema, no están soportados en Intel Macs. Algunas aplicaciones PowerPC podrían no ejecutarse del todo en el OS X para Intel. Los complementos para Safari necesitan ser compilados para la misma plataforma que Safari, de modo que cuando Safari funciona en un Mac Intel requiere que los complementos hayan sido compilados para Intel o que sean binarios universales, de modo que los complementos PowerPC no tienen soporte. Mientras que los Mac Intel pueden ejecutar programas compilados para PowerPC, x86 y binarios universales, los Mac PowerPC solo tendrán soporte para los binarios universales y para las compilaciones PowerPC.
El soporte la plataforma PowerPC se mantiene hasta el Mac OS X versión 10.5. Dicha compatibilidad interplataforma ya existía en linaje del Mac OS X; Openstep fue portado a muchas arquitecturas, incluyendo x86, y Darwin incluyó soporte tanto para PowerPC como para x86. Aunque Apple estableció que Mac OS X no funcionaría en computadores Intel de otros fabricantes, una versión modificada del sistema compatible con hardware x86 convencional ha sido desarrollada por la comunidad OSx86.
El 8 de junio de 2009, Apple anunció en su Worldwide Developers Conference que el Mac OS X v10.6 Snow Leopard abandonaría el soporte para los procesadores PowerPC y que solo estaría disponible para equipos Intel. Sin embargo, Rosetta está soportado todavía. En Snow Leopard, Rosetta no está instalado por defecto, pero está disponible en el DVD de instalación.

## Mac OS 9 y anteriores
Esta fue la base del Mac OS clásico, desarrollado íntegramente por Apple, cuya primera versión vio la luz en 1985. Su desarrollo se extendería hasta la versión 9 del sistema, lanzada en 1999. A partir de la versión 10 (Mac OS X), el sistema cambió su arquitectura totalmente y pasó a basarse en Unix; sin embargo su interfaz gráfica mantiene muchos elementos de las versiones anteriores.

## Versiones
Con excepción del Mac OS X Server 1.0 y la beta pública original, las versiones del Mac OS X tienen nombres de grandes felinos. Antes de su liberación, Mac OS X v10.0 tenía el nombre en código «Cheetah» internamente en Apple, mientras que Mac OS X v10.1 tenía el nombre en código «Puma». Después de los grandes rumores que rodearon la versión 10.2 con nombre en código «Jaguar», la publicidad de Apple empezó a utilizar los nombres en código para promover su sistema operativo. El Mac OS X v10.3 fue comercializado como «Panther», Mac OS X v10.4 como «Tiger», Mac OS X v10.5 como «Leopard» y Mac OS X v10.6 como «Snow Leopard». Lanzaron su versión Mac OS X v10.7 llamada «Lion» el 20 de julio de 2011, siendo la primera vez que Apple, distribuye su software únicamente de manera electrónica a través de la Mac App Store, a un precio de $29.99. El día 25 de julio de 2012 Apple puso a la disposición para la descarga en la Mac App Store la versión actual del software, denominada Mac OS X v10.8 Mountain Lion, distribuido solo a través de la mencionada tienda con un precio de $19.99.
Desde Mac OS X v10.9 Mavericks, las versiones del sistema operativo tienen nombres de diferentes lugares de California.
«Panther», «Tiger» y «Leopard» son marcas registradas de Apple, aunque «Cheetah», «Puma» y «Jaguar» no lo son. Apple ha tomado también «Lynx» y «Cougar» como marcas registradas. Tiger Direct demandó a Apple por la utilización del nombre «Tiger». El 16 de mayo de 2005 una corte federal de Estados Unidos en el Distrito Sur de la Florida estableció que Apple no infringía directamente la marca registrada de Tiger Direct.
| Versión             | Nombre en código | Anuncio               | Presentación             | Versión más reciente               |
| ------------------- | ---------------- | --------------------- | ------------------------ | ---------------------------------- |
| System 1            |                  | 1983                  | 24 de enero de 1984      |                                    |
| Mac OS X Server 1.0 | Rhapsody         |                       | 16 de marzo de 1999      | 1.2v3 (27 de octubre de 2000)      |
| Beta pública        | Kodiak           |                       | 13 de septiembre de 2000 |                                    |
| 10.0                | Cheetah          |                       | 24 de marzo de 2001      | 10.0.4 (22 de junio de 2001)       |
| 10.1                | Puma             | 18 de julio de 2001   | 25 de septiembre de 2001 | 10.1.5 (6 de junio de 2002)        |
| 10.2                | Jaguar           | 6 de mayo de 2002     | 24 de agosto de 2002     | 10.2.8 (3 de octubre de 2003)      |
| 10.3                | Panther          | 23 de junio de 2003   | 24 de octubre de 2003    | 10.3.9 (15 de abril de 2005)       |
| 10.4                | Tiger            | 4 de mayo de 2004     | 29 de abril de 2005      | 10.4.11 (14 de noviembre de 2007)  |
| 10.5                | Leopard          | 26 de junio de 2007   | 26 de octubre de 2007    | 10.5.8 (5 de agosto de 2009)       |
| 10.6                | Snow Leopard     | 8 de junio de 2008    | 28 de agosto de 2009     | 10.6.8 (23 de junio de 2011)       |
| 10.7                | Lion             | 20 de octubre de 2010 | 20 de julio de 2011      | 10.7.5 (19 de septiembre de 2012)  |
| 10.8                | Mountain Lion    | 16 de febrero de 2012 | 25 de julio de 2012      | 10.8.5 (12 de septiembre de 2013)  |
| 10.9                | Mavericks        | 10 de junio de 2013   | 22 de octubre del 2013   | 10.9.5 (17 de septiembre de 2014)  |
| 10.10               | Yosemite         | 2 de junio de 2014    | 16 de octubre de 2014    | 10.10.5 (13 de agosto de 2015)     |
| 10.11               | El Capitan       | 8 de junio de 2015    | 30 de septiembre de 2015 | 10.11.6 (18 de julio de 2016)      |
| 10.12               | Sierra           | 13 de junio de 2016   | 20 de septiembre de 2016 | 10.12.6 (19 de julio de 2017)      |
| 10.13               | High Sierra      | 5 de junio de 2017    | 25 de septiembre de 2017 | 10.13.6 (9 de julio de 2018)       |
| 10.14               | Mojave           | 4 de junio de 2018    | 24 de septiembre de 2018 | 10.14.6 (22 de julio de 2019)      |
| 10.15               | Catalina         | 3 de junio de 2019    | 7 de octubre de 2019     | 10.15.7 (24 de septiembre de 2020) |
| 11.0                | Big Sur          | 22 de junio de 2020   | 12 de noviembre de 2020  | 11.7.9                             |
| 12.0                | Monterey         | 7 de junio de 2021    | 25 de octubre de 2021    | 12.7.6                             |
| 13.0                | Ventura          | 6 de junio de 2022    | 24 de octubre de 2022    | 13.7                               |
| 14.0                | Sonoma           | 5 de junio de 2023    | 26 de septiembre de 2023 | 14.5                               |
| 15.0                | Sequoia          | 10 de junio de 2024   | 16 de septiembre de 2024 | 15.5 (12 de mayo de 2025)          |
| 26.0                | Tahoe            | 9 de junio de 2025    |                          | 26.0 beta (9 de junio de 2025)     |

### Beta pública:Kodiak
Apple liberó al público, el 12 de septiembre del 2000, una versión preliminar del Mac OS X (internamente conocida como Kodiak) para recibir observaciones y comentarios por parte de los usuarios. Su precio era de USD 29.95 e incluía una camiseta. Esta versión incluía por primera vez la interfaz Aqua. La beta pública del Mac OS X expiró y dejó de funcionar en la primavera de 2001.

### Versión 10.0:Cheetah
El 24 de marzo de 2001, Apple liberó el Mac OS X v10.0 (de nombre en código Cheetah). La versión inicial era lenta, estaba incompleta y tenía muy pocas aplicaciones disponibles al momento de su lanzamiento, casi todas de desarrolladores independientes. Mientras que muchos críticos dijeron que el sistema operativo no estaba listo para el público, reconocieron la importancia del lanzamiento inicial como una base sobre la cual se puede progresar. La mera liberación del Mac OS X fue recibida por la comunidad Macintosh como un gran acontecimiento. Después de corregir algunos errores de software, los kernel panics se hicieron menos frecuentes.

### Versión 10.1:Puma
Antes de que terminase el año, el 25 de septiembre de 2001, Apple lanzó esta nueva versión que incrementaba el rendimiento del sistema a la vez que incorporaba algunas nuevas características tales como la reproducción de DVD.
Dada la pésima reputación de la versión 10.0, Apple lanzó la 10.1 en forma de un CD de actualización gratuito para sus usuarios, además de los 129$ que costaba para los usuarios que seguían utilizando Mac OS 9. Esto ocasionó algunos quebraderos de cabeza a Apple cuando descubrió que los CD de actualización podían ser utilizados también para hacer instalaciones completas en sistemas con Mac OS 9 con tan solo eliminar un determinado archivo.

### Versión 10.2:Jaguar
El 23 de agosto de 2002, Apple presentó el Mac OS X v10.2 «Jaguar», la primera versión en usar su nombre en código como parte de la marca.
Introdujo una mejora en el rendimiento, un aspecto más elegante y un numeroso grupo de mejoras (más de 150, de acuerdo con Apple), incluyendo Quartz Extreme, un repositorio general para información de contactos en la nueva Agenda, y un cliente de mensajería instantánea llamado iChat. La «Mac Feliz» (del inglés, «Happy Mac»), que había aparecido durante la secuencia de arranque del Mac OS durante al menos 18 años, fue reemplazada por un logotipo a gran escala de Apple.

### Versión 10.3:Panther
Mac OS X v10.3 «Panther» se lanzó el 24 de octubre de 2003. Además de tener un rendimiento mucho mayor, incorporó la mayor actualización en la interfaz de usuario, y tantas o más mejoras que Jaguar el año anterior. Por otra parte, en esta versión dejaron de soportarse algunos modelos antiguos G3.
Las nuevas mejoras de Panther incluyen: Finder actualizado (que incorpora una interfaz metálica y búsqueda rápida), Exposé (una nueva forma de manipular ventanas), cambio rápido de usuarios (permite tener sesiones con diferentes usuarios abiertas al mismo tiempo y pasar de una a otra rápidamente), iChat AV (que añade soporte para videoconferencia a iChat), renderización mejorada de PDF, soporte integrado de fax, interoperabilidad mejorada con Microsoft Windows, FileVault (sistema de cifrado en tiempo real) e incremento de velocidad en todo el sistema con un mayor soporte para los G5.

### Versión 10.4:Tiger
Mac OS X v10.4 «Tiger» se puso a la venta el 29 de abril de 2005. Contiene más de 150 nuevas mejoras, pero al igual que con el lanzamiento de Panther, algunas máquinas antiguas dejaron de ser soportadas; en particular, cualquier equipo Apple que no cuente con conexión FireWire no está ya soportado en Tiger. Como curiosidad cabe comentar que Apple dispone a partir de Tiger, de una versión «paralela» compilada para procesadores Intel, si bien, teóricamente, solo podrá instalarse bajo ciertas restricciones de hardware y en procesadores con soporte SSE3. Esta versión apareció oficialmente el día 10 de enero de 2006 con los primeros equipos «Mac Intel»: El iMac Core Duo (ex iMac G5), Mac mini Core Solo y Core Duo (ex Mac mini G4) además de los nuevos portátiles denominados MacBook y MacBook Pro, ambos equipados con procesadores Intel Core Duo. También han existido versiones para G4 de este sistema operativo, incluida al menos en los últimos PowerBook G4 a la venta.
Las aplicaciones incluidas en versiones anteriores fueron mejoradas. Entre lo más destacable se tiene: Spotlight (sistema de búsqueda basado en contenidos y metadatos), Dashboard (conjunto de miniaplicaciones para realizar tareas comunes y ofrecen acceso instantáneo a la información), iChat (soporte para el códec de vídeo H.264 para la realización de videoconferencias de hasta 4 personas. Además, también permite realizar audioconferencias de hasta 10 personas), QuickTime 7 (soporte para H.264 y una interfaz completamente rediseñada), Safari (incorpora soporte para RSS, mayor velocidad y seguridad, etc.).
Se introdujeron los siguientes programas y tecnologías: Automator (sistema que permite llevar a cabo de forma eficaz y sencilla toda clase de tareas manuales y repetitivas de forma automática y sin necesidad de conocimientos de programación), Core Image y Core Video (tecnologías avanzadas de procesamiento de imágenes en tiempo real), soporte de memoria de 64 bits (para los nuevos G5, usando el sistema LP64), utilidades Unix actualizadas (como cp y rsync, que pueden preservar los metadatos en HFS Plus y resource fork) y un sistema extendido de permisos usando listas de control de acceso.

### Versión 10.5:Leopard
Mac OS X v10.5 «Leopard» fue lanzado el 26 de octubre de 2007. Fue llamado por Apple como «la mayor actualización del Mac OS X». Trajo consigo más de trescientas nuevas funciones. Leopard soporta tanto procesadores PowerPC como Intel; el soporte para procesadores G3 fue abandonado y el procesador G4 requiere una velocidad mínima de 867 MHz, y 512 MB de RAM para permitir la instalación. El DVD de instalación funciona con todas las arquitecturas soportadas (incluyendo máquinas de 64 bits). Las nuevas funciones incluyen una nueva apariencia, un Finder actualizado, Time Machine (software para realizar copias de seguridad), Spaces, Boot Camp preinstalado, soporte completo para aplicaciones de 64 bits, nuevas funciones en Mail e iChat, y nuevas características de seguridad. Leopard es un sistema UNIX certificado para la plataforma Intel. Es además el primer sistema operativo basado en BSD en recibir la certificación UNIX 03. Leopard abandonó el soporte para el Entorno Classic y las aplicaciones del mismo. Fue la última versión del Mac OS X con soporte para la arquitectura PowerPC.

### Versión 10.6:Snow Leopard
Mac OS X v10.6 «Snow Leopard» fue lanzado el 28 de agosto de 2009. En lugar de incluir grandes cambios en la apariencia y funcionalidades como ocurrió en las versiones anteriores de Mac OS X, Snow Leopard se enfocó en cambios internos, como lo son: incrementar el rendimiento, la eficiencia y la estabilidad del sistema operativo. Para la mayoría de usuarios, los cambios más notables son: la cantidad de espacio que ocupa una instalación limpia, un Finder reescrito en Cocoa, copias de seguridad más rápidas en Time Machine, a una versión más completa de la aplicación Vista Previa, al igual que mayor velocidad en el navegador de internet Safari.
Finder ahora toma las ventajas de la tecnología integrada de 64 bits al igual que de Grand Central Dispatch, permite expulsar los discos de una forma más amigable (diversas cajas de diálogos le notifican al usuario si algún servicio o programa está utilizando tal disco), y provee en general de una sensación de mejor respuesta.
La nueva versión de Safari (4.0) mejora su rendimiento en JavaScript y HTML, lo que permite una navegación más veloz. La mayoría de incremento en el rendimiento se debe a SquirrelFish (el nuevo intérprete de JavaScript para Webkit). Este intérprete incrementa la velocidad de renderizado en un 50%. El nuevo Top Sites ahora muestra los sitios web más visitados así como los favoritos en vista panorámica, permitiendo al usuario acceso a sus sitios favoritos a la vez que ofrece la vista Cover Flow para el historial de navegación. El navegador ahora es más resistente a los cuelgues, siendo capaz de aislar complementos que son la causa número de este tipo de problemas.
Mac OS X v10.6 también tiene soporte para Microsoft Exchange Server para Mail, iCal y Agenda, así como soporte para mayores cantidades de memoria RAM, un QuickTime X totalmente renovado con una interfaz de usuario más fresca y más funcionalidades para los usuarios de QuickTime Pro.
Los cambios internos incluyen soporte mejorado para procesadores de varios núcleos mediante Grand Central Dispatch, el cual intenta facilitar el desarrollo de aplicaciones con soporte multi-núcleo, y así mejorar la utilización de la CPU. Anteriormente los desarrolladores necesitaban reprogramar su software de forma que tomara explícitamente ventaja de los múltiples núcleos, hecho que fácilmente se volvía tedioso y problemático, especialmente en software complejo. También incluye rendimiento avanzado en la GPU con OpenCL (un estándar abierto para plataformas GPGPU distinta de CUDA, DX11 Compute Shader o STREAM) al proveer apoyo a la labor de descarga normalmente, solo destinados a una CPU a la GPU de la tarjeta gráfica. Esto puede ser especialmente útil en tareas que hacen que el computador se cuelgue fácilmente.
Snow Leopard soporta solo equipos con procesadores Intel, y requiere de 1 GB de memoria RAM para funcionar. Esta versión abandona el soporte para la arquitectura PowerPC, sin embargo permite la ejecución de programas para esta arquitectura tras instalar el traductor binario Rosetta.

### Versión 10.7:Lion
El 20 de octubre de 2010, en el evento llamado Back to the Mac («Vuelta al Mac»), Apple mostró un Sneak Peek del próximo sistema operativo Mac OS X 10.7 con nombre código «Lion». Dentro de las primeras características se encuentran Launchpad que es un gestor de aplicaciones estilo iOS; y Mission Control que se podría decir es la integración de Dashboard, Exposé, Spaces y ventanas de Aplicaciones a pantalla completa. El 24 de febrero del 2011 fue entregada una beta de Mac os 10.7 'Lion' a los desarrolladores, develando nuevas características como Airdrop, Resume, Auto Save, Versions y Mail 5. El 6 de junio del 2011 en la Keynote de la WWDC se anunció que OS X 10.7 será puesto a la venta únicamente en descarga digital por la Mac App Store en julio del 2011. A partir del 20 de julio Lion fue puesto a la venta en la Mac App Store por 23.95 euros, 29.99 dólares al cambio, y se desveló que estaría disponible para descarga desde la App Store y a partir del 20 de agosto estaría disponible para su venta en formato de pendrive.

### Versión 10.8:Mountain Lion
El 16 de febrero de 2012 Apple lanzó la Developer Preview de Mac OS X 10.8 «Mountain Lion», una versión del sistema operativo en la que se incluyen muchas aplicaciones nativas de iOS, como Recordatorios, Notas o Mensajes. Incluye también un centro de notificaciones cercano al de iOS. Mac OS X Mountain Lion salió a la venta en España el 25 de julio de 2012. Con esta nueva versión, Apple pretende potenciar el uso de la nube, con el ya usado iCloud, gracias a la integración con la suite ofimática, iWork. Otra de las grandes novedades es Game Center, una plataforma de juego que pretende ser la primera en aunar los progresos y logros de las consolas portátiles con los sistemas de escritorio. También cuenta con Gatekeeper es una característica que evita la instalación de aplicaciones no confiables y así evitar malware.

### Versión 10.9:Mavericks
El 22 de octubre de 2013 Apple lanzó la actualización Mac OS X 10.9 «Mavericks», una nueva versión que integra las aplicaciones de iOS como Recordatorios, Notas, Mensajes, iBook y notificaciones instantáneas pero con mucha más personalización. La nueva versión se puede actualizar sin ningún costo desde el mismo día de su presentación. Entre otras novedades anunciadas de OS X Mavericks está la opción de usar una HDTV como segundo monitor por medio de Apple TV y el aumento de la duración de la batería para los usuarios de MacBook Air de 11" y 13", con mayor ahorro de energía para iMac.

### Versión 10.10:Yosemite
El 2 de junio de 2014 Apple presentó en la «WWDC 2014» Mac OS X 10.10 «Yosemite», una nueva versión del sistema operativo que presenta un rediseño en su interfaz y mejoras en el Finder, Safari, Mail, Centro de Notificaciones, etc. La versión Beta se encontrará disponible únicamente para el primer millón de usuarios que se suscriban en el programa Beta de Apple.
Durante la Keynote del 16 de octubre de 2014, Apple anuncio el lanzamiento oficial de Mac OS X v10.10 (Yosemite).

### Versión 10.11:El Capitan
El 8 de junio de 2015, Apple presentó en la Conferencia Mundial de Desarrolladores (WWDC 2015), OS X «El Capitán». Esta nueva versión del sistema operativo mantiene la interfaz de su predecesor OS X Yosemite, centrándose en mejorar la experiencia del usuario y el rendimiento del sistema operativo, con la introducción de «Metal for Mac», característica del sistema que ya existía para iOS y que hace que la GPU trabaje a un ritmo más veloz. Es por ello que las aplicaciones se ejecuten más rápido con OS X El Capitán en comparación con versiones anteriores. Entre las novedades más destacadas se encuentran: Split View, es decir, la posibilidad de dividir la pantalla para poder usar dos aplicaciones al mismo tiempo; mejoras en Spotlight, que además de permitir mover la ventana ahora también trabaja con un lenguaje más natural y puede mostrar más datos que antes (Previsión del tiempo, la bolsa, vídeos en línea, etc); y otros cambios en diversas aplicaciones como Safari, Notas, Fotos o Mapas, entre otras.
Fue lanzado oficialmente el 30 de septiembre de 2015, pudiéndose descargar de forma gratuita través del Mac App Store.

### Versión 10.12:Sierra
Durante la WWDC 2016, el 13 de junio de 2016, Apple anunció el lanzamiento de macOS «Sierra». La nueva versión vino acompañada de un cambio de nombre del sistema operativo, que hasta entonces se había llamado OS X y que pasó a denominarse macOS. Entre las nuevas características de esta versión destacan el potenciamiento de Continuity, gracias al cual ahora se puede desbloquear el Mac con el Apple Watch y se añade un portapapeles universal para todos los dispositivos de Apple, la posibilidad de liberar espacio en el disco a través de iCloud, la inclusión de Apple Pay en Mac para poder hacer pagos a través de la web, el salto de Picture in Picture de los iPads a los ordenadores y la llegada del asistente virtual Siri a la última plataforma de Apple en la que todavía no estaba presente, con el que, además de poder hacer lo mismo que en iOS, permite realizar búsquedas en el Finder e interactuar con los resultados fijándolos en forma de Widget en el centro de notificaciones y guardar los archivos que encuentre en la web directamente arrastrándolos.
macOS Sierra está disponible para su descarga gratuita desde el 20 de septiembre de 2016 a través de Mac App Store.

### Versión 10.13:High Sierra
Presentada el 5 de junio de 2017 durante la WWDC, esta nueva versión se va a centrar en mejorar el rendimiento del sistema. Este OS presenta la nueva versión de API diseñada por Apple, llamada Metal 2, para posteriormente ir reemplazando OpenCL y OpenGL. Para agregar, en esta actualización los discos de estado sólido (SSD) tienen la opción de elegir el nuevo formato de escritura, APFS, ofreciendo velocidades de lectura y escritura más optimizadas.
Esta versión ya está disponible para su descarga e instalación desde la Mac App Store desde el día 25 de septiembre de 2017.

### Versión 10.14:Mojave
El 4 de junio de 2018 se anunció en la WWDC el nuevo macOS que reemplazaría a macOS High Sierra. Se pensaba que sería el OS que integraría la función de doble compatibilidad entre aplicaciones de macOS-iOS para facilitar a los desarrolladores, pero Apple decidió postergarlo para su OS de 2019. Este sistema operativo presenta como características el nuevo modo oscuro, un nuevo rediseño del mac App Store, nuevos fondos de pantallas, fondos de pantallas dinámicos, nuevas aplicaciones (como Casa, Notas de Voz y Bolsa), entre otros cambios importantes. Además, será el último sistema operativo capaz de soportar aplicaciones a 32-bits, pues Apple confirmó la eliminación de su soporte en la futura actualización. A medida que vaya pasando el tiempo, se irán eliminado extensiones que funcionen a 32 bits, como es el caso del framework de QuickTime o el de Java 1.6.

### Versión 10.15:Catalina
Es la decimosexta versión principal de macOS, el sistema operativo de escritorio de Apple para computadoras Macintosh. Es el sucesor de macOS Mojave, se anunció en la WWDC 2019 el 3 de junio de 2019 y se lanzó al público el 7 de octubre de 2019. Catalina es la primera versión de macOS que admite exclusivamente aplicaciones de 64 bits.
Esta versión está disponible para su descarga e instalación desde la Mac App Store desde el 7 de octubre de 2019.

### Versión 11:Big Sur
Es la decimoséptima versión principal de macOS, el sistema operativo de escritorio de Apple para computadoras Macintosh. Es el sucesor de macOS Catalina, se anunció en la WWDC 2020 el 22 de junio de 2020.
Esta versión fue lanzada en la Mac App Store el 12 de noviembre de 2020.

### Versión 12:Monterey
Es la decimoctava versión principal de macOS, el sistema operativo de escritorio de Apple para computadoras Macintosh. Es el sucesor de macOS Big Sur, se anunció en la WWDC 2021 el 7 de junio de 2021.
La versión 12.0.1 fue lanzada en la Mac App Store el 22 de octubre de 2021.

### Versión 13:Ventura
Es la decimonovena versión principal de macOS, el sistema operativo de escritorio de Apple para computadoras Macintosh. Es el sucesor de macOS Monterey, se anunció en la WWDC 2022 el 6 de junio de 2022.
La versión 13.0 fue lanzada en la Mac App Store el 24 de octubre de 2022.

### Versión 14:Sonoma
Es la vigésima versión principal de macOS y fue anunciado en la WWDC del 5 de junio de 2023 en Apple Park, Cupertino. Debe su nombre a la región vinícola situada en el condado californiano de Sonoma.

### Versión 15:Sequoia
Es la vigésima primera versión principal de macOS y fue anunciado en la WWDC el 10 de junio de 2024 en Apple Park, Cupertino. Debe su nombre al Parque nacional de las Secuoyas de la cordillera de Sierra Nevada en California.

### Versión 26: Tahoe
Es la próxima vigésima segunda versión principal de macOS y fue anunciada en la WWDC el 9 de junio de 2025 en Apple Park, Cupertino. Apple decidió saltar la numeración de macOS 16 a macOS 26 para alinear el número de versión con el año calendario en que transcurrirá la mayor parte de su ciclo de vida. Debe su nombre al lago Tahoe, ubicado en la frontera entre California y Nevada. Esta versión introduce Liquid Glass, un nuevo lenguaje de diseño inspirado en visionOS.

## Críticas y controversias

### Vulnerabilidades
En los años 2001-2002, cuando daba lugar la transición Mac OS-Mac OS X, el sistema recibió críticas por parte de Microsoft y Corel respecto a la ausencia de estadísticas de adopción del nuevo sistema operativo por parte de los usuarios. En el 2001 también, Linus Torvalds importante figura del software libre y creador del núcleo Linux afirmó que el microkernel Mach en el que está basado el Mac OS X estaba repleto de errores de diseño.
Un gran número de vulnerabilidades críticas han sido descubiertas en Safari. El 22 de febrero de 2006 se descubrió una vulnerabilidad que permitía a un atacante la ejecución de scripts. En marzo de 2010 se descubrieron 8 vulnerabilidades, las cuales pueden ser explotadas por un atacante para ejecutar código de manera remota. En todo el año 2010, se han reportado 308 vulnerabilidades para Mac OS X.

Nuevo análisis elaborado por la compañía de seguridad informática Secunia indica que en 2007 Mac OS X presidió la lista de vulnerabilidades graves, superando con amplio margen a Windows XP y Vista. Este año, Secunia ha registrado un total de 237 vulnerabilidades críticas en Mac OS X, contra solo 23 en Windows XP y Vista. En general, la plataforma Macintosh es considerada como más segura que Windows. Sin embargo, las estadísticas demuestran lo contrario al haberse detectado más de cinco veces más vulnerabilidades en esa plataforma que en Windows. Esto no significa, necesariamente, que Mac OS X sea más insegura que Windows. Según Apple, Mac Os X Leopard (10.5) incorpora mayores mecanismos de seguridad que las versiones anteriores. Hasta ahora hay relativamente pocos ejemplos de código diseñado específicamente para atacar la plataforma Macintosh, en tanto que el malware para Windows está mucho más propagado.

Precisamente el hecho de que la plataforma Macintosh no tenga el mismo grado de penetración que Windows implica que hay menos interés por escribir malware específico para Mac. La conclusión parece ser que con su nivel de vulnerabilidad, la plataforma Macintosh sería altamente insegura si tuviera el mismo número de usuarios que Windows.

Sin embargo nuestra experiencia como empresa de soporte nos hace dudar de este estudio. MacOS es un sistema operativo basado en una robusta plataforma; Unix. Windows, en cambio, tiene mucho camino recorrido en el arte de ocultar sus deficiencias y solucionarlas mediante parches de seguridad. Habría que ver bajo qué parámetros están haciendo las comparaciones entre estos sistemas operativos
Alberto Vieyra. Experto en seguridad.

Respecto a Mac OS X v10.6 «Snow Leopard», el reconocido hacker Charlie Miller ha criticado que no se incluya ninguna modificación relacionada con la forma en que el sistema asigna la memoria disponible de forma aleatoria, una debilidad que ya era conocida en versiones anteriores de Mac OS y que en la última versión del sistema sigue igual.
Symantec, fabricante de software de seguridad para Microsoft Windows, Mac OS X y GNU/Linux afirma que la característica de archivos en cuarentena solo ofrece protección básica contra malware. «No es una solución antivirus completa y no tiene la habilidad de eliminar malware del sistema» dijo textualmente la compañía. «Las firmas de malware son tan buenas como las definiciones, que requiere de Apple para proporcionar actualizaciones regulares y oportunas». Symantec también menciona que el software de actualización del Mac OS X no es totalmente automático y carece de una interfaz de usuario que permita ver qué firmas han sido descargadas. Asimismo afirma que las mejoras en la seguridad de Apple no protegen al usuario de acceso no autorizado a los archivos importantes ni bloquean la transferencia de información delicada. Igualmente afirma que el cortafuegos predeterminado del Mac OS X está desactivado por defecto.

### Software
El catálogo de programas disponible para Mac OS X es menor si se le compara con Microsoft Windows. Aplicaciones importantes como Microsoft Office, y Photoshop tienen versión nativa para Mac OS X. Autodesk lanzó una versión para Mac OS X de su programa más conocido, AutoCAD.
Durante los cambios de sistema operativo y de tipo de procesador, Apple ha tenido traspiés en la compatibilidad del software. Cuando se saltó del Mac OS al Mac OS X, el nuevo sistema pasó a ejecutar las aplicaciones mediante una capa de compatibilidad. Esto hizo que el software se ejecutará de forma lenta, ya que utilizar un software «classic» implica la carga del Mac OS 9 dentro del Mac OS X y que los dos funcionaran paralelamente.
En la transición PowerPC-Intel, los programas escritos para la plataforma anterior pasaron a ejecutarse nuevamente en una capa de compatibilidad, aunque en este caso se trató de un software y no de un sistema operativo completo. El programa encargado de hacer funcionar aplicaciones escritas para PowerPC se denomina Rosetta, el cual era totalmente transparente. Su única desventaja era que no podía ejecutar programas de envergadura, tales como Photoshop.

### Otros
The Open Group criticó a Apple por utilizar el término «Unix» en la publicidad de Mac OS X pese a que este sistema no disponía de la certificación oficial del sistema operativo y su uso podía suponer una violación de marca registrada. Posteriormente y como respuesta a estas críticas, Mac OS X se certificó para la versión 10.5 (Leopard) cuando comenzó a funcionar sobre procesadores Intel.
Según la prensa especializada, Apple se centró en los dispositivos móviles que fabrica (como los iPod, el iPhone y el iPad) más que en la línea tradicional de computadoras de escritorio y portátiles, aunque continúa lanzando estos productos con una periodicidad más o menos constante.
También es criticado el sistema de actualizaciones de Apple, porque sus publicaciones no son previsibles en el tiempo. Esto para el usuario doméstico no tiene importancia, pero para la administración de redes medianas o grandes de ordenadores puede llegar a ser perjudicial. Fueron especialmente criticadas varias actualizaciones al dejar sin arrancar, después de que actualizaran a la versión 10.6.5, a todos los equipos que tuviesen activado el cifrado completo de disco de la utilidad de seguridad PGP de Symantec. Para solucionar esto, Apple volvió a sacar la actualización «parcheada». Sin embargo, al sacar la siguiente actualización a la versión 10.6.6 volvió a pasar lo mismo, los usuarios de ese sistema de cifrado volvieron a quedarse sin poder arrancar y las críticas se multiplicaron.
Tras sufrir una avalancha de llamadas a AppleCare por culpa del falso antivirus llamado «Mac Defender», Apple decidió dar órdenes al personal del servicio para no atender a los usuarios que llamasen por ese motivo.
Mavericks sufrió el rechazo de parte de la comunidad de profesionales de video, debido a la deshabilitación del uso de códecs de video desarrollados por terceras partes en QuickTime y Vista previa, como por ejemplo DivX o DXV de Resolume.

## Comparación con otras plataformas

### Orígenes
OS X es un sistema BSD, motivo por el cual guarda especial relación con GNU/Linux. Esta relación se basa en el cumplimiento de estándares, aunque el código de ambos es completamente distinto. GNU/Linux es un sistema tipo-UNIX, mientras que OS X es un sistema UNIX certificado. La relación OS X - GNU/Linux es tan estrecha, que es posible portar fácilmente un programa de GNU/Linux a OS X y ejecutarlo en el subsistema X11. Un ejemplo claro de esto es OpenOffice.org, el cual durante sus versiones iniciales para OS X funcionó en X11 hasta que pasó a ser una aplicación nativa. Por su parte, Windows no guarda relación alguna con Mac OS X o GNU/Linux. En noviembre de 2009, un ejecutivo de Microsoft admitió que Windows 7 había sido inspirado en OS X.

### Cuota de mercado y demografía del usuario
De acuerdo con Apple, los usuarios de Mac OS X eran casi diez millones a principios de 2004, habiendo un incremento en la cuota de mercado del 2.06 % al 2.88 % con respecto al 2003. En octubre de 2006, las firmas IDC y Gartner informaron que la cuota de mercado de Apple en los Estados Unidos se había incrementado en un 6 %. Las cifras de diciembre de 2006, muestran una cuota de mercado de alrededor de un 6  % (IDC) y un 6.1% (Gartner). Estas se basan en un incremento de más del 30 por ciento en la venta de unidades desde 2005 a 2006. A marzo de 2010, Mac OS X ostenta una participación en el mercado global del 5.02 %, mientras que en Microsoft Windows y GNU/Linux es del 92.12 % y 0.98 % respectivamente. El 24 de noviembre de 2009 ComputerWorld informó que Windows 7 había superado a Mac OS X en número de usuarios.
Existen tres formas de tomar muestras en el mercado de los sistemas operativos: 1. accesos del navegador 2. las ventas 3. equipos en operación. Si se mide mediante el navegador, el mercado de los Mac se ha incrementado sustancialmente desde 2007. Sin embargo, los resultados de la cuota de mercado medido como porcentaje de las ventas actuales proporciona resultados diferentes a los que se obtienen midiendo los equipos en funcionamiento. La cantidad de computadores Mac en uso es difícil de determinar, con números que van entre el 5 % (2009) y el 16 % (2005). La cuota del Mac OS X en el mercado de los sistemas operativos se incrementó de un 7.32 % en diciembre de 2007 a un 9.63 % en diciembre de 2008, lo que implica un incremento en la cuota de mercado del 32 % durante el 2008, comparado con un incremento del 22 % en 2007.
Expertos de la industria a menudo han llamado la atención sobre la cuota de mercado relativamente pequeña de Mac para predecir la muerte inminente de Apple, en particular en la década de 1990, cuando el futuro de la empresa parecía más sombrío. Otros argumentan que la cuota de mercado es una forma equivocada para medir el éxito del Mac. Apple ha posicionado el Mac como un computador personal de alto rendimiento, de modo que sería erróneo compararlo con un PC de bajo coste. Debido a que el mercado global para los computadores personales ha crecido rápidamente, los incrementos en las ventas de los Mac se ven opacados al compararse con sus competidores. Entonces, la pequeña cuota de mercado de Apple da una falsa impresión en cuanto a que hay menos personas usando Macs que anteriormente. Otros tratan de hacer hincapié en la cuota de mercado, alegando que rara vez se ve tal contexto en otras industrias. Independientemente de la cuota de mercado del Mac, Apple se ha mantenido rentable desde el retorno de Steve Jobs y la posterior reorganización de la empresa. Notablemente, un reporte publicado en el primer cuarto del 2008 encontró que Apple tenía un 14 % de cuota en el mercado de los computadores personales en Estados Unidos, incluyendo el 66% de los equipos cuyo valor supera los mil dólares. Las investigaciones de mercado indican que la mayor parte de su base de clientes proviene de personas con altos ingresos.
Durante la década de 2010 y el inicio de los años 2020, el uso de los sistemas Mac OS se incrementó notablemente, principalmente por el aumento de ventas de ordenadores Apple. Según StatCounter, la cifra pasó de un 7.01 % de uso a nivel mundial en diciembre de 2011 hasta un 16.46 % en diciembre de 2019. Desde entonces, el promedio de uso ha rondado el 15 % de las computadoras a nivel mundial. En Estados Unidos, la cifra aumenta hasta más del 30 % de cuota para mayo de 2023.

### Seguridad
Mac OS X, Microsoft Windows y GNU/Linux incluyen de fábrica utilidades de seguridad muy similares, como cortafuegos y antispyware. Si bien ningún sistema operativo está exento de ser atacado o infectado por un virus, Mac OS X está basado en UNIX y la cantidad de virus que lo afectan en comparación con Microsoft Windows, es reducida. En mayo de 2011, INTECO reconoce 1362 virus para plataformas Windows de 32 bits, frente a 34 para Mac OS y menos de 10 para GNU/Linux.
Cerca del 99,2% del malware tiene por objetivo Microsoft Windows. Pese a la reducida cantidad de malware destinada para el sistema de Apple, el Mac OS X fue denominado por IBM como el sistema operativo más inseguro. En ese mismo estudio, IBM califica su sistema AIX, como el más seguro. Es importante recalcar, que tanto Mac OS X como AIX son sistemas UNIX.
Tanto Mac OS X como Microsoft Windows incluyen utilidades integradas para el cifrado de archivos. La de Mac OS X se denomina FileVault, mientras que la de Microsoft Windows es BitLocker. GNU/Linux en la gran mayoría de distribuciones no incluye un software de cifrado, aunque están disponibles un buen número de aplicaciones libres para tal fin, como TrueCrypt o GnuPG.

### Comparación entre macOS y otros sistemas operativos
| Sistema operativo                                                                    | macOS                                                                         | GNU/Linux | Windows                                                                                                | FreeBSD |
| ------------------------------------------------------------------------------------ | ----------------------------------------------------------------------------- | --- | --- | --- |
| Creador                                                                              | Apple Inc.                                                                    | Richard Stallman, Linus Torvalds y otros                                                                                 | Microsoft Corporation                                                                                  | Proyecto FreeBSD |
| Última edición                                                                       | macOS 12.0.1 «Monterey» el 25 de octubre de 2021 (3 años, 9 meses y 26 días)  | Kernel Linux 5.7.7 el 30 de junio de 2020 (5 años, 1 mes y 20 días)                                                      | Windows 11 el 05 de octubre de 2021 (3 años, 10 meses y 15 días)                                       | FreeBSD 14.2 el 03 de diciembre de 2024 (8 meses y 17 días)                                                                                                   |
| Coste                                                                                | Incluido en el equipo                                                         | Gratuito | Gratuito (en caso de tener versión anterior), $119.99 USD (en caso de adquirirlo nuevo), preinstalado. | Gratuito |
| Licencia                                                                             | No libre (Apple CLUF)                                                         | Libre: GPL | No libre (Microsoft CLUF)                                                                              | Libre: BSD |
| Tipo de uso                                                                          | Hogar, diseño, negocios, servidores, workstation                              | Hogar, servidores, ciencia, redes, negocios, workstation                                                                 | Hogar, diseño, videojuegos, negocios, redes, servidores, workstation                                   | Servidores, workstation |
| Arquitecturas de procesador soportadas                                               | x86-64, ARM                                                                   | x86, x86-64, IA64, AMD64, DEC Alpha, ARM, HP PA-RISC, MIPS (big endian), MIPS (little endian), PowerPC, IMB S/390, Sparc | x86, x86-64, AMD 64, ARM                                                                               | x86, ARM, AMD64, DEC Alpha, ARMISH, HP300, HP PA, Landisk, Luna-88k, Mac68k, PowerPC, Motorola VME 68k, Motorola VME 88k, SGI, Sparc, UltraSparc, VAX, Zaurus |
| Sistemas de archivos soportados por defecto                                          | APFS (predeterminado),HFS+ HFS, MFS, ISO 9660, FAT 12/16/32, UDF, ExFAT, FFS, | ext2, ext3, ext4, btrfs, FAT 12/16/32, ReiserFS, ISO 9660, UDF, NFS, HFS, HFS+, NTFS, HPFS, FFS, XFS, JFS, y otros       | NTFS (predeterminado), FAT 12/16/32, ExFAT, ISO 9660, UDF                                              | UFS 1/2, FAT 12/16/32, HPFS, FFS, ext2, ext3, ZFS, UDF, ISO 9660                                                                                              |
| Sistema gráfico                                                                      | Quartz                                                                        | X Window System, Wayland                                                                                                 | Basado en el núcleo                                                                                    | X Window System, Wayland |
| Window Managers                                                                      | Aqua                                                                          | Metacity, Kwin, mutter, lightdm, otros                                                                                   | Modern UI                                                                                              | Metacity, Kwin, otros |
| Entornos de escritorio                                                               | macOS Finder                                                                  | KDE, GNOME, XFCE, LXDE, Sugar, Enlightenment, otros                                                                      | Explorador de Windows                                                                                  | XFCE, GNOME, KDE |
| Porcentaje de mercado (En escritorio, sin tener en cuenta Workstations y servidores) | 9,54%                                                                         | 2,35% | 87,56%                                                                                                 | 0,01% |